# Arvo Aller

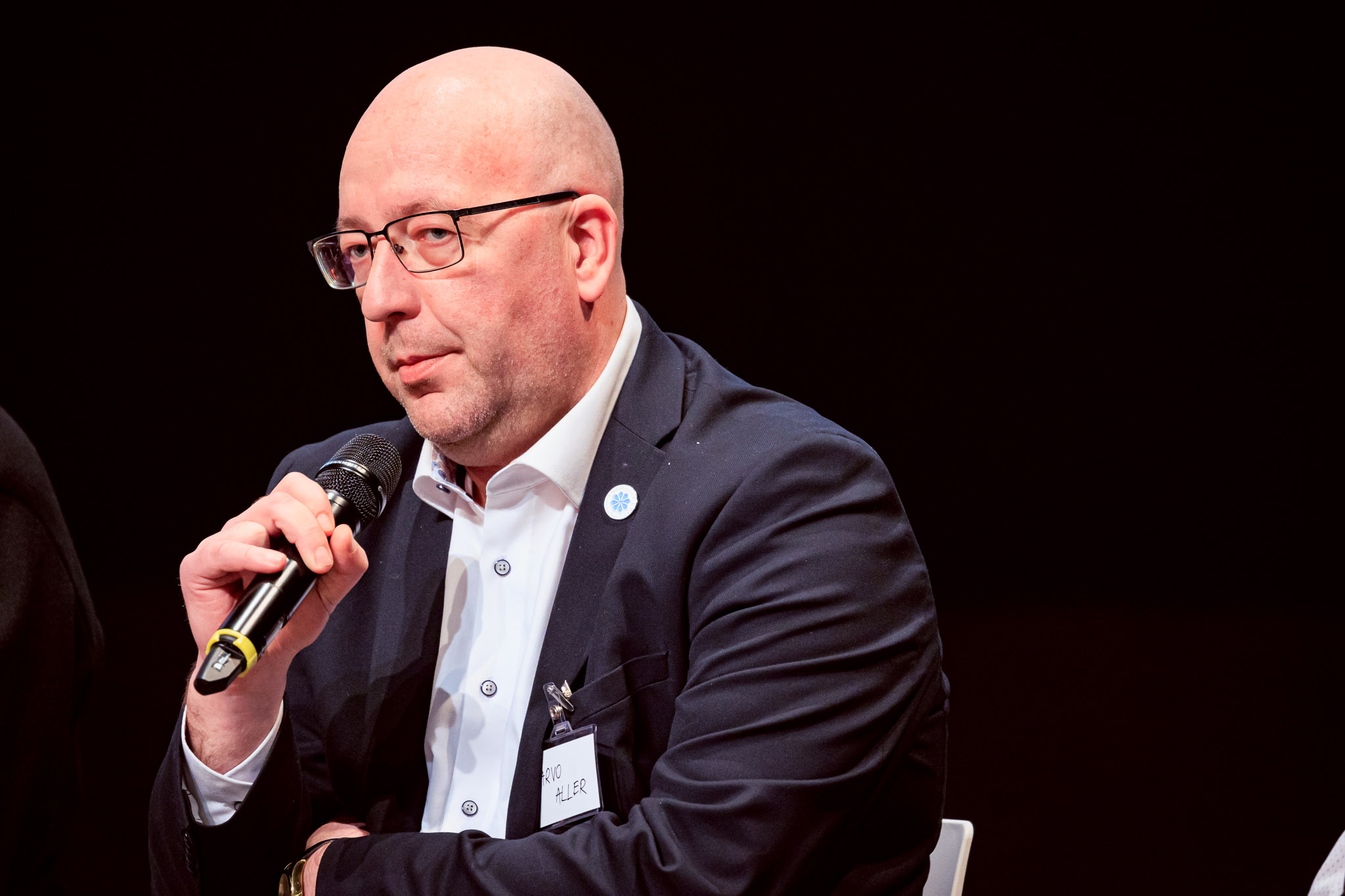
Arvo Aller 2023

Arvo Aller (* 28. Juli 1973 in Kohtla-Järve) ist ein estnischer Landwirtschaftsfunktionär und Politiker. Vom 10. Dezember 2019 bis zum 26. Januar 2021 war er Minister für Ländliche Entwicklung der Republik Estland im Kabinett Ratas II.

## Leben, Landwirtschaft, Politik
Arvo Aller machte 1997 sein Examen an der Estnischen Agraruniversität (Eesti Põllumajandusülikooli) in Tartu im Fach Agronomie. 2013 machte er darüber hinaus einen Abschluss im Fach Arbeitshygiene an der Technischen Universität Tallinn.
Von 1996 an war er zunächst bei dem estnischen Ölschieferunternehmen Eesti Põlevkivi als Schlosser für unterirdische Elektroarbeiten sowie bei der Firma OÜ Revino als Traktorist beschäftigt. In seiner Freizeit war er als Basketball-Trainer tätig.
1997 wurde Arvo Aller Berater der Vereinigung der Landwirte des nordost-estnischen Landkreises Ida-Virumaa (Ida-Virumaa Talupidajate Liit). Von 1999 bis 2019 leitete er die Vereinigung.
2002 trat Aller der ländlich orientierten Estnischen Volksunion (Eestimaa Rahvaliit) bei. Diese ging 2012 in der rechtspopulistischen Estnischen Konservativen Volkspartei (Eesti Konservatiivne Rahvaerakond) auf. 2018/2019 war Aller Mitglied im Rat der Landgemeinde Jõhvi.
Nachdem der bisherige Minister für Ländliche Entwicklung im Kabinett von Ministerpräsident Jüri Ratas, Mart Järvik, am 25. November 2019 nach Korruptionsanschuldigungen seinen Hut nehmen musste, folgte der überregional weitgehend unbekannte Arvo Aller am 10. Dezember 2019 seinem Parteifreund im Ministeramt nach.

## Privatleben
Arvo Aller ist verheiratet. Er hat zwei Kinder.